# Maison, 5 rue des Merciers (La Rochelle)
La maison, bâtie entre le XVIe siècle et XVIIIe siècle, est située 5 rue des Merciers à La Rochelle, en France. L'immeuble a été classé au titre des monuments historiques en 1923.

## Historique
Le bâtiment est classé au titre des monuments historiques par arrêté du 23 octobre 1923.

## Architecture

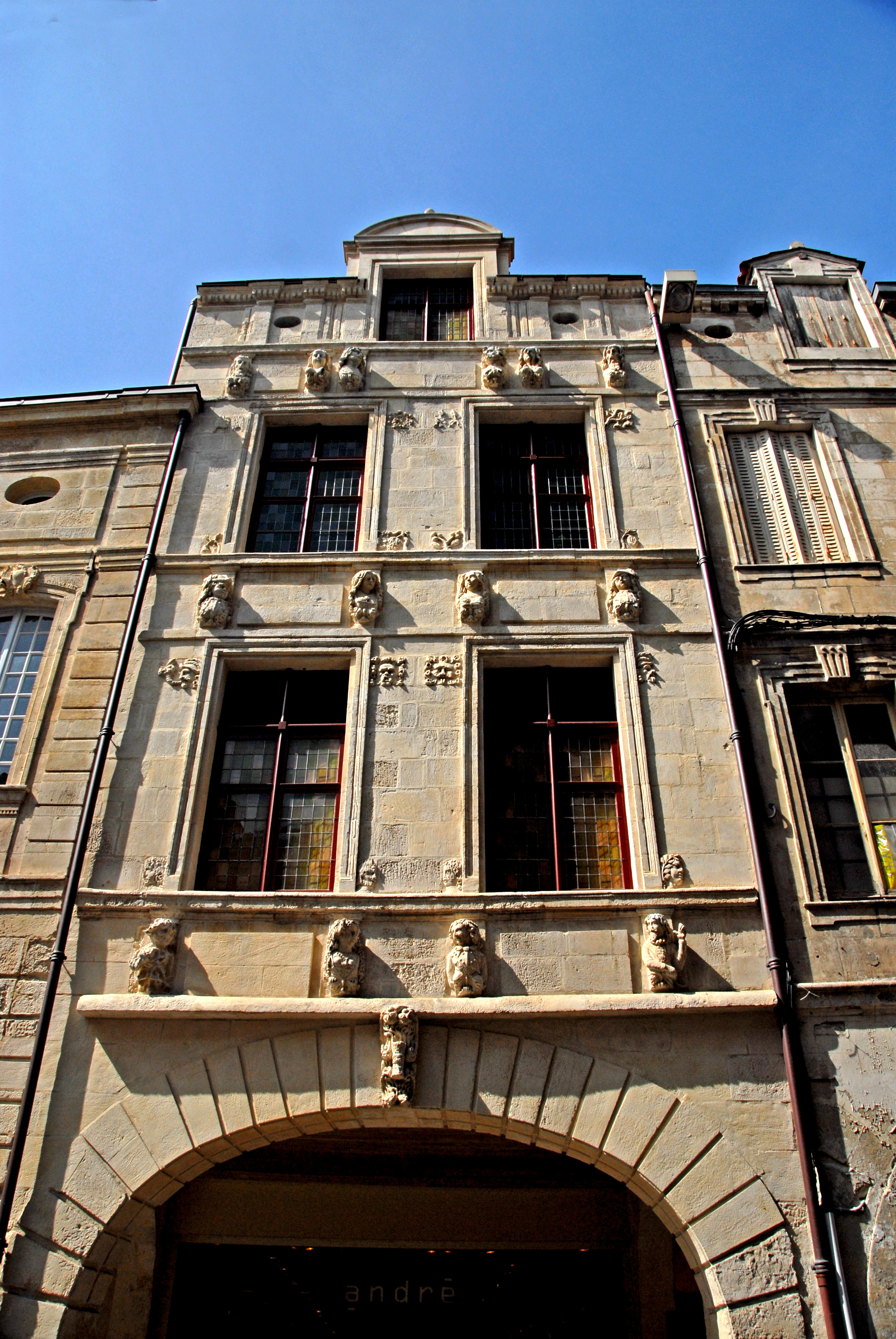
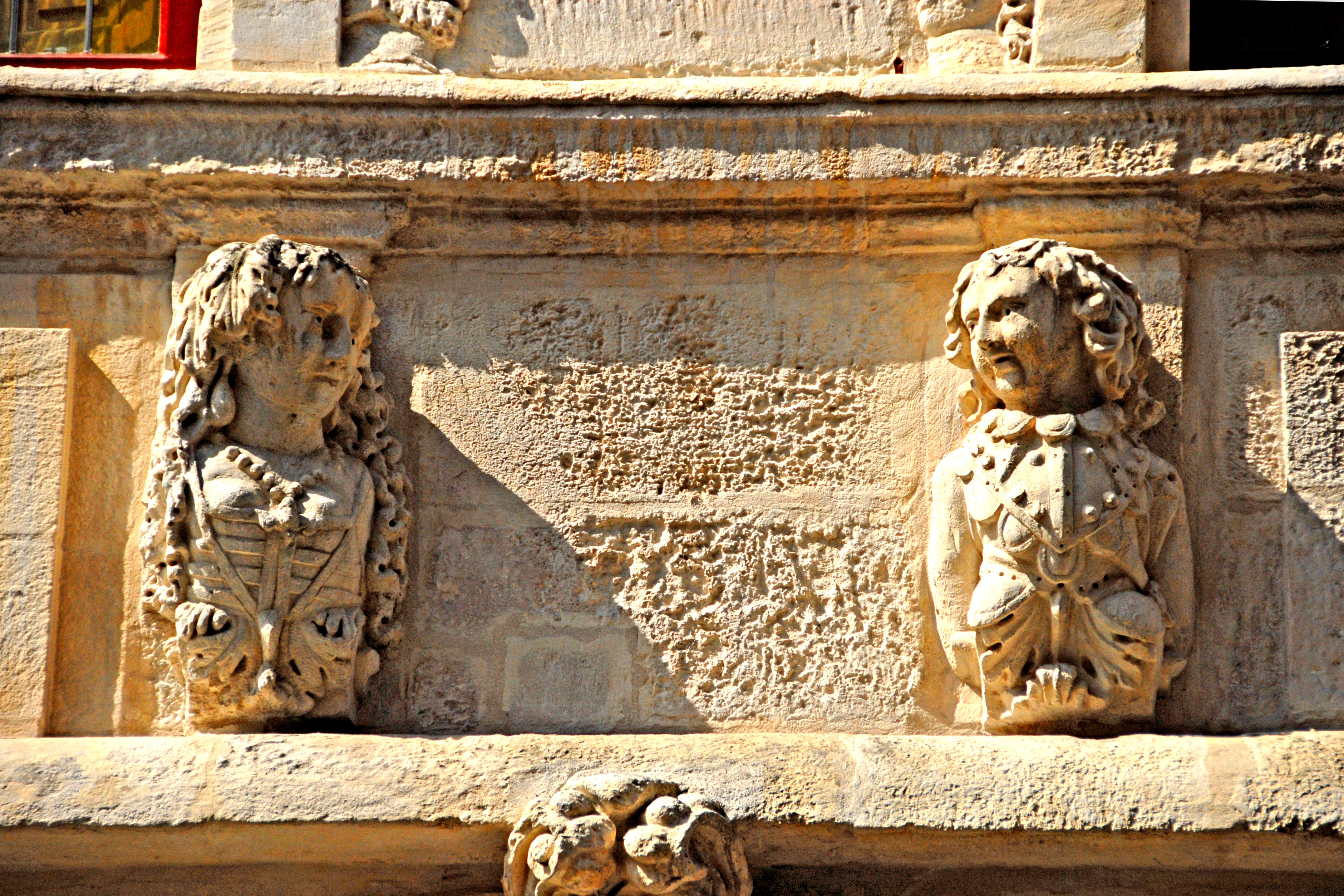
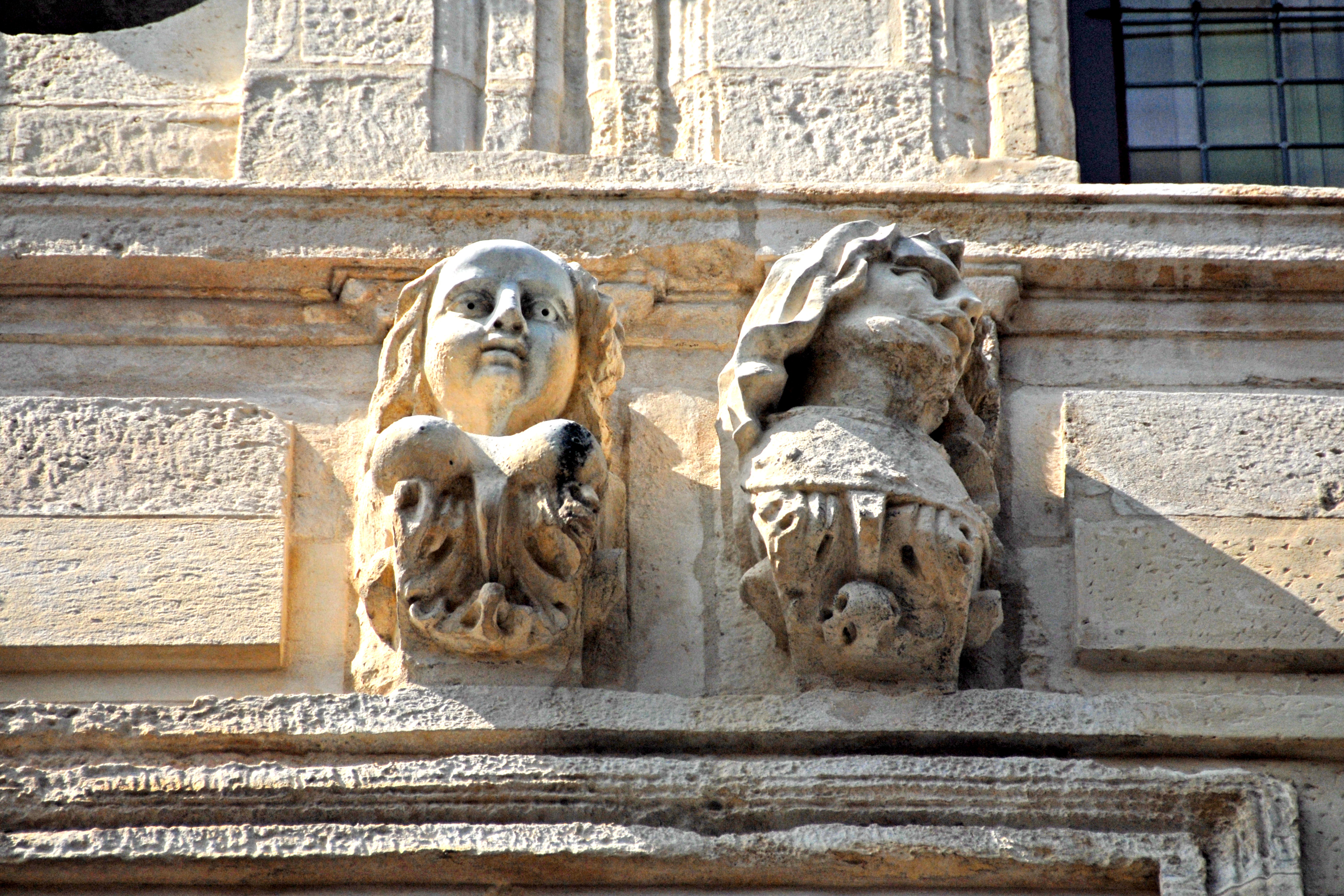